# 후방 근무
후방 근무, 리어 서비스는 워사 속에 있는 군수 및 지원과 관련된 기관으로, 군에 탄약, 연료, 예비 부품, 식량, 의류 및 기타 물자를 공급했다. 중앙 군 의료 행정을 포함하고 있었다. 보통 국방부 장관이 군에 대한 후방 근무의 총장으로 취임했다. 후방 근무에는 주로 후방 근무 스태프, 여러 개의 주요 및 중앙 부서 및 기타 서비스가 포함되어 있었다.

## 구조
주요 부서는 다음과 같다: 
1. 군의 후방 지원 부서에는 여러 부서가 있었다. 군수는 군대의 교통 관리 기관으로, 모든 운송 수단을 통해 공급 이동을 조정하고 계획했다.
2. 식량 공급은 민간 농업 기업으로부터 식량을 조달하고 군에 공급하기 위해 군국 농장 시스템을 운영했다.
3. 옷차림 공급은 보통 자체 옷 공장을 갖고 제복과 특수 장비를 제조했다.
4. 주요 및 중앙 본부는 군인들을 위한 교환소, 의료 시설 및 여가 시설을 운영했다. 후방 서비스는 군의 활동에 대한 재정 보고서를 당과 정부 기관에 제공했다.
5. 리어 서비스 총장은 철도부대, 도로부대, 파이프라인부대 및 자동차부대를 지휘했다. 이 지원 부대의 임무는 군사 운송 인프라를 건설하고 유지하는 것이었다. 자동차부대는 화물 트럭을 운전하고 유지하는 데 필요한 운전자와 기능을 훈련시켰다. 철도부대, 도로부대, 파이프라인부대는 공급 지점과 전선 부대 사이에 영구적인 철도, 도로 및 파이프라인을 건설했다.
6. 소련과 일부 워사 속 연대의 후방 서비스는 독립적인 유지, 의료 및 자동차 운송 부대에 분할되었던 것이 통합 물자 지원 부대의 책임으로 변화했다. 대부분의 군대와 마찬가지로 이러한 물자 지원 부대는 작전 지휘관의 하위 부서였지만, 기술적 문제에 관해서는 다음으로 높은 리어 서비스 총장과 협력했다.
7. 교통 규제자는 일반적으로 군인이 아닌 경찰 군인으로서, 표지판이나 깃발을 사용하여 임시 교통 통제 구역을 통해 교통을 유도했다. 교통의 안전과 효율성을 유지하면서 공사, 사고 복구 또는 기타 작업이 진행되도록 했다. 교통 이동을 제어하기 위해 신호 깃발, 손 신호, 신호 배튼, 교통 콘, 경고 표지판을 사용했다.

1984년에는 후방 서비스의 주요 구성 요소로 식량 공급, 연료 공급, 중앙 군 의료 행정, 옷차림 공급, 무역의 주요 행정 (Voyentorg, 군용 상점 및 군용 교환소), 후방 인사 (인력), 철도부대, 파이프라인부대, 군사 통신 중앙 행정 (VOSO), 수의사, 자동차부대 (자동차부대는 운전사를 제공하는 반면, 자동차부대는 차량을 제공), 도로 총괄, 여행 및 소풍 행정부, 그리고 Tyl 정치 부서가 포함되었다. 이 마지막 다섯 부서는 모두 소장들이 이끌었다. 나중에 농업 부서가 식량 공급과 분리되었다. 후방 서비스에는 지도부대(Трубопроводные войска)도 포함되어 있었다.
소련의 해체로 많은 전 소련 구성 요소가 러시아 군의 후방 서비스가 되었다.

## 후방 서비스의 수장
| 1941년부터 1951년까지             | 육군 장군 | 안드레이 크룰료프                                                               |
| 1951년부터 1958년까지             | 대령      | 바실리 비노그라도프                                                             |
| 1958년부터 1968년까지             | 소련 원수 | 이반 바그라미안                                                                 |
| 1968년부터 1972년까지             | 육군 장군 | Sergei Maryakhin ( ru:Маряхин, Сергей Степанович )                              |
| 1972년부터 1988년까지             | 소련 원수 | 세면 쿠르코트킨                                                                 |
| 1988-1991                         | 육군 장군 | 블라디미르 아르키포프                                                           |
| 1991년 7월 12일 - 1992년 7월 18일 | 대령      | 이반 푸젠코 ( ru:Фуженко,_Иван_Васильевич )                                     |
| 1992년 7월 18일~1997년 6월 16일   | 대령      | Vladimir Churanov ( ru:Чуранов, Владимир Тимофеевич ) (러시아 최초의 정규 추장) |